# Reta secante
Na geometria, uma secante é uma reta que intercepta uma curva em um mínimo de dois pontos distintos. A palavra secante vem da palavra latina secare, que significa cortar. No caso de um círculo, uma secante intercepta o círculo em exatamente dois pontos. Uma corda é o segmento de reta determinado pelos dois pontos, ou seja, o intervalo na secante cujas extremidades são os dois pontos.

## Círculos

Segmentos de reta e retas comuns em um círculo, incluindo uma secante

Uma linha reta pode interceptar um círculo em zero, um, ou dois pontos. Uma reta com interseções em dois pontos é chamada de reta secante, em um ponto uma reta tangente, e em nenhum ponto uma reta externa. Uma corda é o segmento de reta que une dois pontos distintos de um círculo. Uma corda é, portanto, contida em uma única reta secante e cada reta secante determina uma única corda.
Em tratamentos modernos rigorosos da geometria plana, resultados que parecem óbvios e foram assumidos (sem declaração) por Euclides em seu tratamento, geralmente são provados.
Por exemplo, Teorema (Continuidade Circular Elementar): Se {\displaystyle {\mathcal {C}}} é um círculo e {\displaystyle \ell } uma reta que contém um ponto A que está dentro de {\displaystyle {\mathcal {C}}} e um ponto B que está fora de {\displaystyle {\mathcal {C}}} então {\displaystyle \ell } é uma reta secante para {\displaystyle {\mathcal {C}}}.
Em algumas situações, formular resultados em termos de retas secantes em vez de cordas pode ajudar a unificar declarações. Como exemplo disso, considere o resultado:
Se duas retas secantes contêm cordas AB e CD em um círculo e se cruzam em um ponto P que não está no círculo, então os comprimentos dos segmentos de reta satisfazem AP⋅PB = CP⋅PD.
Se o ponto P estiver dentro do círculo, isso é Euclides III.35, mas se o ponto estiver fora do círculo, o resultado não está contido em Os Elementos. No entanto, Robert Simson seguindo Cristóvão Clávio demonstrou esse resultado, às vezes chamado de teorema das secantes de intersecção, em seus comentários sobre Euclides.

## Curvas
Para curvas mais complicadas do que círculos simples, surge a possibilidade de uma reta que intercepta uma curva em mais de dois pontos distintos. Alguns autores definem uma reta secante para uma curva como uma reta que intercepta a curva em dois pontos distintos. Esta definição deixa aberta a possibilidade de que a reta possa ter outros pontos de intersecção com a curva. Quando formuladas desta forma, as definições de uma reta secante para círculos e curvas são idênticas e a possibilidade de pontos adicionais de intersecção simplesmente não ocorre para um círculo.

### Secantes e tangentes
As secantes podem ser usadas para aproximar a reta tangente a uma curva, em algum ponto P, se existir. Defina uma secante a uma curva por dois pontos, P e Q, com P fixo e Q variável. À medida que Q se aproxima de P ao longo da curva, se a inclinação da secante se aproxima de um valor limite, então esse limite define a inclinação da reta tangente em P. As retas secantes PQ são as aproximações da reta tangente. Em cálculo, essa ideia é a definição geométrica da derivada.

A reta tangente no ponto P é uma reta secante da curva

Uma reta tangente a uma curva em um ponto P pode ser uma reta secante a essa curva se ela intercepta a curva em pelo menos um ponto diferente de P. Outra maneira de ver isso é perceber que ser uma reta tangente a um ponto P é uma propriedade local, dependendo apenas da curva na vizinhança imediata de P, enquanto ser uma reta secante é uma propriedade global, já que todo o domínio da função que produz a curva precisa ser examinado.

## Conjuntos en-secantes
O conceito de uma reta secante pode ser aplicado em um cenário mais geral do que o espaço euclidiano. Seja K um conjunto finito de k pontos em algum cenário geométrico. Uma reta será chamada de n-secante de K se ela contiver exatamente n pontos de K. Por exemplo, se K for um conjunto de 50 pontos dispostos em um círculo no plano euclidiano, uma reta unindo dois deles seria uma 2-secante (ou bissecante) e uma reta passando por apenas um deles seria uma 1-secante (ou unissecante). Uma unissecante neste exemplo não precisa ser uma reta tangente ao círculo.
Essa terminologia é frequentemente usada na geometria de incidência e na geometria discreta. Por exemplo, o teorema de Sylvester e Gallai da geometria de incidência afirma que se n pontos da geometria euclidiana não são colineares, então deve existir uma 2-secante deles. E o problema de plantio de pomar original da geometria discreta pede um limite para o número de 3-secantes de um conjunto finito de pontos.
A finitude do conjunto de pontos não é essencial nesta definição, desde que cada reta possa interceptar o conjunto em apenas um número finito de pontos.